# Relações entre Canadá e Reino Unido
As relações entre Canadá e Reino Unido são as relações diplomáticas estabelecidas entre o Canadá e o Reino Unido da Grã-Bretanha e Irlanda do Norte, sendo bilaterais entre seus respectivos governos e muito mais amplas entre as duas sociedades e culturas. As duas nações mantiveram contato profundo e frequentemente cooperativo ao longo da história, compartilhando aspectos de imigração mútua, história militar, sistema de governo e, especialmente, pela Comunidade das Nações. Apesar de seu legado compartilhado, as duas nações são política e economicamente distintas: o Reino Unido não tem o Canadá como principal parceiro comercial desde o início do século XIX, por exemplo. Atualmente, Canadá e Reino Unido atuam em blocos econômicos diversos, como a NAFTA e a União Europeia, respectivamente, além das negociações comerciais britânicas independentes no contexto do Brexit. Por outro lado, ambos os países estão inseridos num pacto de defesa - a Organização do Tratado do Atlântico Norte (OTAN) - e frequentemente cooperam em operações militares.

## Comparação entre os dois países
|                           | Canadá                                           | Reino Unido da Grã-Bretanha e Irlanda do Norte    |
| ------------------------- | ------------------------------------------------ | ------------------------------------------------- |
| População                 | 35 151 728 habitantes                            | 65 110 000 habitantes                             |
| Área                      | 9 984 670 km²                                    | 243 610 km²                                       |
| Densidade populacional    | 3.92 hab/km²                                     | 255.6 hab/km²                                     |
| Capital                   | Ottawa                                           | Londres                                           |
| Maiores cidades           | Toronto                                          | Londres                                           |
| Tipo do Estado            | Monarquia constitucional parlamentarista federal | Monarquia constitucional parlamentarista unitária |
| Primeiro chefe de Estado  | Francisco I                                      | Ana da Grã-Bretanha                               |
| Primeiro chefe de governo | Sir John A. Macdonald                            | Sir Robert Walpole                                |
| Atual chefe de Estado     | Rei Charles III                                  | Rei Charles III                                   |
| Atual chefe de governo    | Justin Trudeau                                   | Keir Stamer                                       |
| Idioma oficial            | Inglês e Francês                                 | Inglês (de fato)                                  |
| PIB (nominal)             | US$1,552 trilhões (10º)                          | US$2,849 trilhões (5º)                            |
| Trocas populacionais      | 200 000 britânicos vivendo no Canadá             | 82 000 canadenses vivendo no Reino Unido          |

## História
A longeva relação diplomática entre Canadá e Reino Unido teve início em 1867, quando a Confederação Canadense se uniu às colônias da coroa de Província do Canadá, Nova Brunswick e Nova Escócia. O Domínio do Canadá foi então estabelecido como um domínio do Império Britânico. 
A história das relações entre os dois países acaba por corresponder à história do Canadá a partir do século XX, em seu longo processo rumo à total soberania. 

### Império Britânico
Em 1759, a Coroa inglesa conquistou a Nova França e, após o Tratado de Paris (1763), iniciou o povoamento atual Canadá com colonizadores ingleses. Governantes ingleses comandaram estes novos territórios até o Ato Constitucional de 1791, que criou a primeira legislatura canadense. Estes corpos governamentais ainda permaneceram inferiores ao poder dos governadores locais até o estabelecimento de um governo responsável em 1848. Com seus novos poderes, as colônias decidiram criar uma federação em 1867, constituindo um novo Estado, o Canadá sob a condição de domínio britânico. 
A constituição do novo país delegava as questões diplomáticas ao Parlamento Imperial em Westminster, porém lideranças do parlamento em Ottawa brevemente desenvolveram seus próprios direcionamentos em diversas questões, notavelmente sobre as relações entre Estados Unidos e Reino Unido. Estabilidade diplomática e comércio seguro com os Estados Unidos vinham se tornando essencialmente vitais para os interesses canadenses - tanto que historiadores afirmam que a diplomacia canadense constituía um "triângulo do Atlântico Norte". 
A maioria das primeiras tentativas canadenses de diplomacia envolveram o Reino Unido. O primeiro representante diplomático do país foi Sir John Rose, enviado a Londres pelo Primeiro-ministro John A. Macdonald. George Brown foi subsequentemente despachado para Washington, D.C. pelo Primeiro-ministro Alexander Mackenzie para influenciar as conversações comerciais entre os dois governos. O governo britânico desejava formalizar a representação canadense no exterior ao invés de negociar com diversos representantes informais. Em 1880, Alexander Tilloch Galt tornou-se o primeiro Alto Comissário enviado de um Domínio ao Reino Unido. 

### Guerras Mundiais

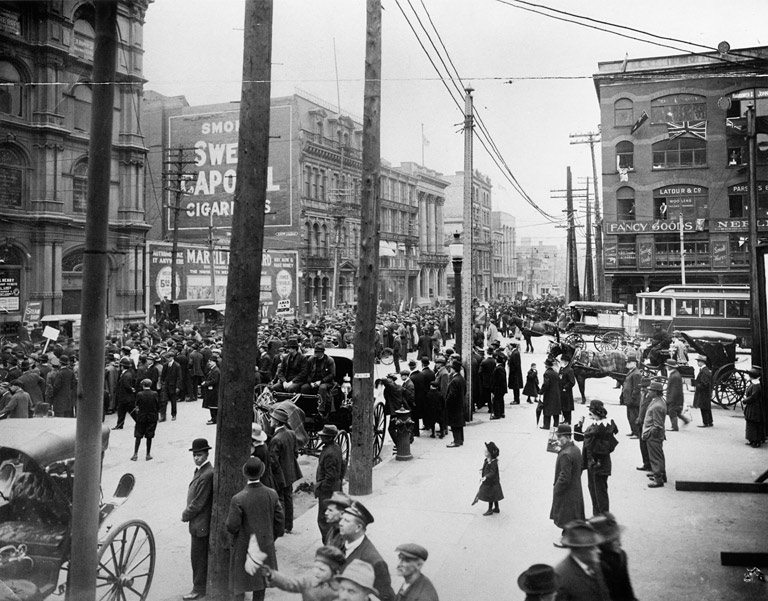
Protestos em Montreal durante a Crise de Conscrição de 1917.

Ao eclodir a Primeira Guerra Mundial, o governo canadense e milhões de voluntários entusiasticamente uniram-se à Grã-Bretanha, porém os sacrifícios pela causa e o fato de que eram em nome do Império Britânico causaram tensões internas e despertaram um forte sentimento nacionalista no povo. Em 1919, durante a Conferência de Paz de Paris, o Canadá exigiu o direito de assinar tratados internacionais sem necessidade de permissão britânica e aderir à Liga das Nações. Na década de 1920, os canadenses exigiam maior destaque em questões globais. 
Em 1926, através da Declaração Balfour, a Grã-Bretanha cessou de legislar pelos seus Domínios, decretando-os como Estados soberanos com direito de conduzir suas próprias políticas diplomáticas. Esta concessão foi posteriormente formalizada pelo Estatuto de Westminster em 1931. 
O sentimento de lealdade ao Reino Unido ainda permaneceu por muito tempo e durante os períodos mais turbulentos da Segunda Guerra Mundial, após a derrota da França e antes da entrada de Estados Unidos ou União Soviética no conflito, o Canadá foi o principal aliado dos britânicos no Atlântico Norte e uma considerável fonte de recursos e armamentos. Contudo, o conflito demonstrou que a aliança imperialista entre o Reino Unido e suas antigas colônias não era mais capaz um fator de poder global, não sendo capaz de evitar a tomada de Hong Kong pelo Japão.

### Independência constitucional

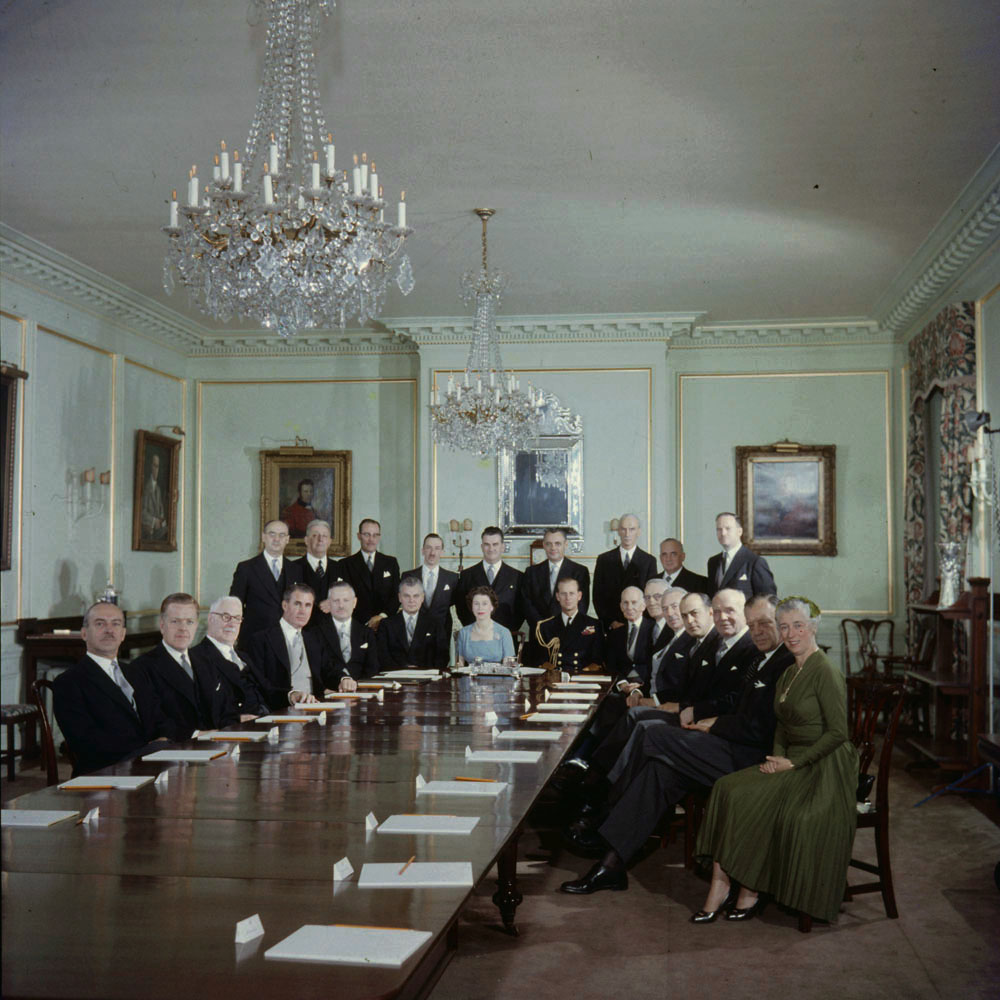
Isabel II e membros do governo federal canadense, em 1957. Como membros da Commonwealth, Canadá e Reino Unido partilham do mesmo monarca.

O rompimento definitivo da lealdade diplomática canadense para com os britânicos ocorreu durante a Crise do Suez, em 1956, quando o governo canadense recusou-se a apoiar a invasão do Egito. Eventualmente, o Canadá apoiou operações britânicas e também França e Israel, seus aliados na questão, evitando tensões com a Grã-Bretanha. A delegação canadense às Nações Unidas, liderada por Lester B. Pearson, propôs o envio de forças de manutenção de paz para mediar o conflito no Oriente Médio. Por seus esforços em suplantar os conflitos na região, Pearson foi galardoado com o Nobel da Paz em 1957 e permanece até os dias atuais citado entre as figuras políticas mais influentes do século XX.
Em meio à crescente atuação no cenário internacional, o Canadá seguia seu processo de separação da Grã-Bretanha. Até 1946, as duas nações compartilhavam o mesmo código de nacionalidade. Somente através do Ato de Cidadania Canadense, os cidadãos nascidos naquele país obtinham nacionalidade própria. Após 1949, os canadenses não mais estavam obrigados legalmente ao Conselho Privado. 
As disposições constitucionais restantes entre os dois países foram abolidas em 1982, com aprovação do Ato sobre o Canadá. Um Ato do Parlamento do Reino Unido foi aprovado para que o governo federal canadense nacionalizasse sua constituição, encerrando a necessidade de recorrer à determinadas emendas da Constituição britânica. O ato também encerrou formalmente as provisões de consentimento do Estatuto de Westminster com relação ao Canadá, sobre as quais o parlamento britânico possuía poder geral de aprovar leis sobre o Canadá. 
As relações econômicas entre os dois países também reduziram após a entrada do Reino Unido na Comunidade Económica Europeia, em 1973. Em ambos os países, os laços econômicos regionais cresceram ao contrário das relações transatlânticas anteriores. Em 1988, o Canadá assinou um acordo de livre comércio com os Estados Unidos, que acabou dando origem ao Tratado Norte-Americano de Livre Comércio (NAFTA) em 1994, com a adesão do México. Portanto, os dois países encontram-se em blocos econômicos distintos, a União Europeia e a NAFTA, respectivamente. Atualmente, o Reino Unido permanece como o quinto maior investidor estrangeiro em empresas canadenses. Por outro lado, o Canadá é o terceiro maior investidor estrangeiro em território britânico. 

## Comércio e investimentos

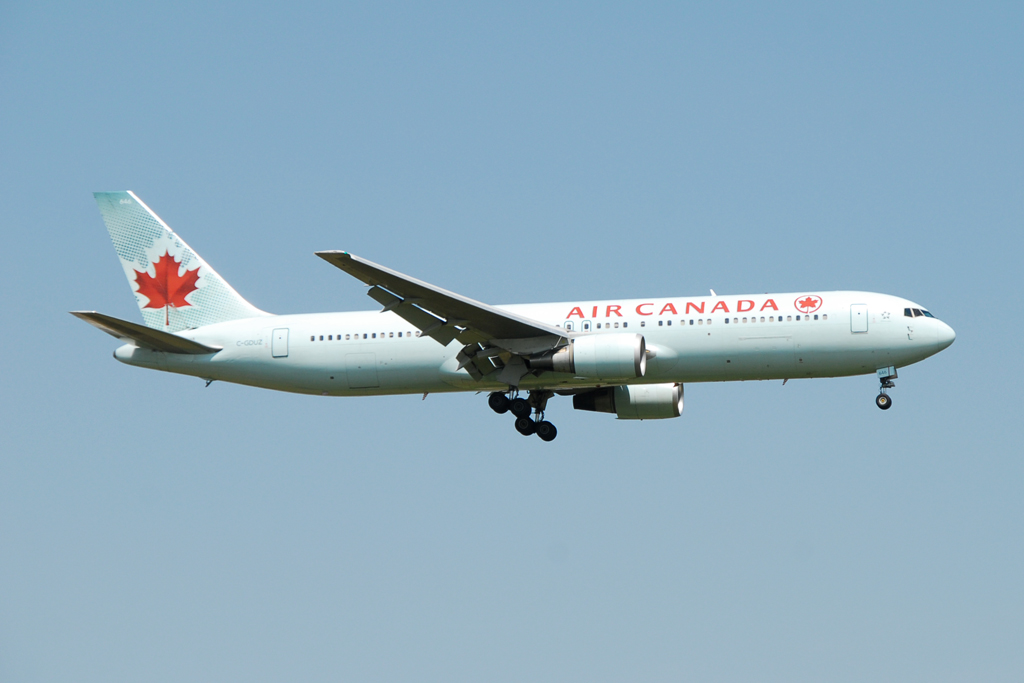
Boeing 767 da Air Canada se aproxima do Aeroporto de Londres-Heathrow, em 2013.

Apesar da sólida troca de investimentos entre Canadá e Estados Unidos, as relações comerciais anglo-canadianas continuaram a crescer em números absolutos nos últimos anos. Dentre os países europeus, o Reino Unido é o maior parceiro comercial do Canadá e, a partir de um posto de vista global, é o terceiro mais importante país para o comércio exterior canadense, após Estados Unidos e China. Em 2010, as trocas bilaterais ultrapassaram o valor de 27 bilhões de dólares canadenses e, ao longo dos últimos cinco anos, o Reino Unido têm sido o segundo maior mercado exportador para o Canadá. O Reino Unido é importante fonte de investimento estrangeiro direto no Canadá, ao lado dos Estados Unidos e  Países Baixos, e empresas canadenses investem pesado no país. Em 2010, a troca de investimentos alcançou 115 bilhões de dólares canadenses.
Em 9 de fevereiro de 2011, os diretores da Bolsa de Valores de Londres e da Bolsa de Valores de Toronto concordaram em fundir, criar e liderar um grupo financeiro com o maior número de companhias no mundo, chegando a uma capitalização combinada de mercado de 3.7 trilhões de euros. Em 29 de junho, no entanto, a fusão foi cancelada diante da provável não aprovação de acionistas da TMX, empresa que controla a bolsa de valores de Toronto.
Canadá e Reino Unido - este último enquanto membro da União Europeia - estão trabalhando em negociações pelo Acordo Integral de Economia e Comércio (CETA), que visa eliminar as barreiras alfandegárias entre as duas partes. Em 2014, a medida foi aprovada pelo Parlamento Europeu e o acordo foi provisionalmente validado a partir de setembro de 2017.

## Defesa e segurança

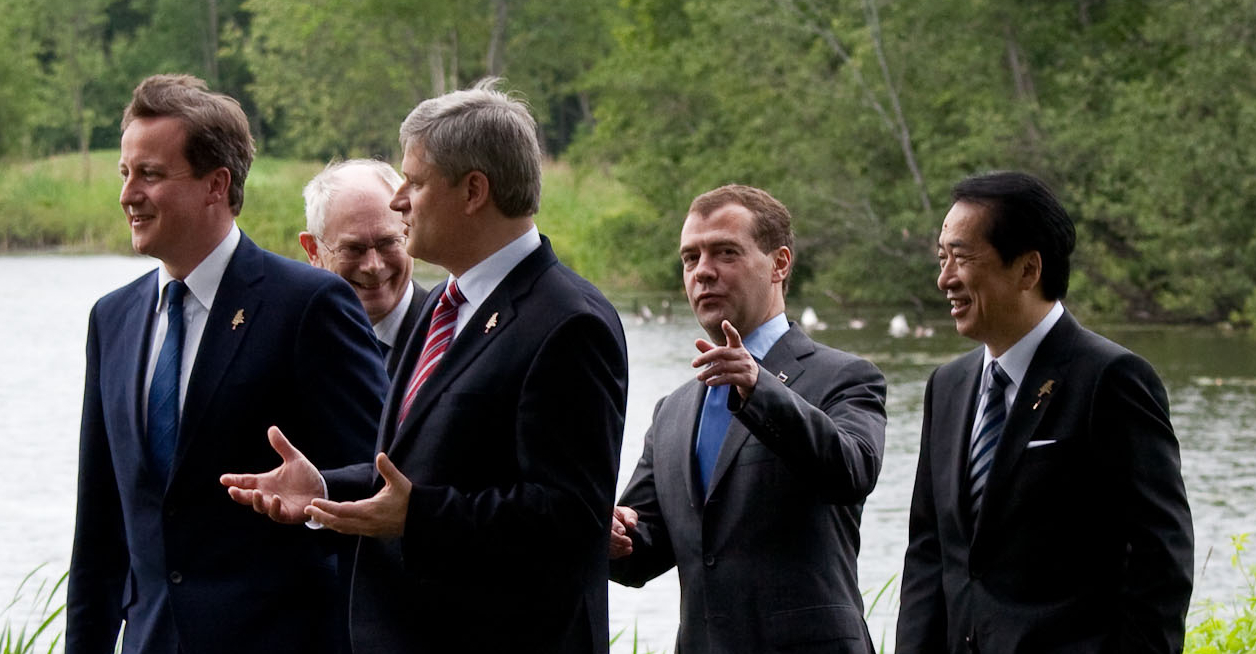
David Cameron e Stephen Harper durante a Cúpula do G8 de 2010, em Huntsville.

Os dois países possuem uma longa história de colaborações em questões militares. O Canadá lutou ao lado dos Aliados da Primeira Guerra Mundial, encabeçados pelo Reino Unido. A maioria dos canadenses de ascendência britânica apoiaram a participação no conflito afirmando que o Canadá possuía um dever de lutar ao lado de sua pátria-mãe.
Até 1972, a mais alta honraria militar concedida a membros das Forças Armadas do Canadá e do Reino Unido havia sido a Cruz Vitória. A honraria já foi concedida a 81 militares canadenses e 13 canadenses que serviram em unidades britânicas. Em 1993, o Canadá criou sua própria versão da condecoração. 

## Missões diplomáticas
do Canadá no Reino Unido
- Londres (Alto Comissariado)

do Reino Unido no Canadá
- Ottawa (Alto Comissariado)
- Montreal (Consulado-geral)
- Toronto (Consulado-geral)
- Vancouver (Consulado-geral)